# Revue républicaine
 (août 2020).
Si vous disposez d'ouvrages ou d'articles de référence ou si vous connaissez des sites web de qualité traitant du thème abordé ici, merci de compléter l'article en donnant les références utiles à sa vérifiabilité et en les liant à la section « Notes et références ».
Revue républicaine est une revue politique en ligne française animée par Frédéric Beck, ancien membre fondateur de l'association Appel d'R (réunissant des gaullistes issus notamment du RPR et parrainés par Philippe Séguin) et soutien de la candidature présidentielle de Jean-Pierre Chevènement en 2002. Lancée en juillet 2002 à la suite de l'élection présidentielle, elle se présente comme proposant un éclairage républicain sur l’actualité politique et sociale, nationale, européenne et internationale, mais s'efforce aussi de rendre compte de la vie des mouvements républicains, gaullistes, souverainistes.

## 2002-2012
Sur un ton souvent polémique, elle entend fournir des éléments de réflexion sur les principaux thèmes sur lesquels interviennent les républicains, gaullistes, souverainistes et rendre compte de leur action. Elle vise à la fois à présenter la constellation républicaine dans sa diversité et à dégager les préoccupations communes telles que l’unité et l’indivisibilité de la République, la souveraineté nationale et populaire, le rôle structurel de l’État, la dénonciation des communautarismes, l’indépendance de l’Europe et le rayonnement de la France dans le monde.
Selon Frédéric Beck, la Revue républicaine s'avère en somme davantage militante que pluraliste.
En 2007, elle soutient Nicolas Dupont-Aignan, et celui-ci ne s'étant pas présenté à l'élection présidentielle en 2007 elle a appelé comme lui à voter pour le candidat Nicolas Sarkozy.

## Depuis 2012
Le site Internet d'origine est désactivé au profit d'un blog dont la ligne politique reste identique.